# Dicloxacillina
La  dicloxacillina è una molecola ad attività antibatterica, una penicillina semisintetica, resistente alle penicillinasi, acido resistente e pertanto somministrabile per via orale.

## Farmacodinamica
Come le altre penicilline dicloxacillina agisce inibendo la biosintesi della parete cellulare batterica. L'antibiotico esercita la sua attività specialmente verso i microrganismi aerobi Gram-Positivi, segnatamente verso gli Stafilococchi produttori di penicillinasi.

## Farmacocinetica
In seguito a somministrazione per via orale il farmaco viene rapidamente assorbito dal tratto gastroenterico. La contemporanea assunzione di cibo riduce la quota assorbita. La concentrazione plasmatica massima (Cmax) viene raggiunta dopo circa 1 - 1,5 ore dall'assunzione.
Il legame con le proteine plasmatiche (principalmente all'albumina) è pari al 95-99 %.
Nell'organismo la molecola si distribuisce nei fluidi e tessuti organici, raggiungendo concentrazioni terapeutiche nel liquido pleurico, nella bile e nel liquido amniotico. L'emivita di eliminazione per il farmaco è inferiore ad un'ora (circa 0,7 ore).
Le concentrazioni raggiunte nel liquor cerebrospinale ed ascitico sono pressoché insignificanti.
Dicloxacillina viene eliminata attraverso l'emuntorio renale come farmaco immodificato sia grazie alla filtrazione glomerulare sia a seguito di secrezione tubulare attiva.

## Usi clinici
La dicloxacillina è efficace contro alcune infezioni gravi causate da germi Gram-positivi, in particolare da strafilococchi. 
Può essere impiegata nelle infezioni del cavo orale, delle vie respiratorie (faringiti, bronchiti, polmoniti), infezioni di interesse otorinolaringoiatrico, della pelle e dei tessuti molli (foruncolosi, ulcerazioni cutanee, ferite infette, celluliti ed ascessi), osteomieliti, infezioni genito-urinarie, biliari sepsi.

## Effetti collaterali e indesiderati
La somministrazione di penicilline e derivati può comportare la comparsa di reazioni allergiche in una percentuale variabile tra l'1% ed il 10% degli individui posti in trattamento. Le reazioni "immediate" si verificano da pochi minuti fino a 48 ore dalla somministrazione e consistono in prurito, orticaria, edema angioneurotico, broncospasmo, ipotensione arteriosa.
Le reazioni allergiche "ritardate" si verificano normalmente dopo 48 ore e, talvolta, fino a 2-4 settimane dalla terapia e comprendono iperpiressia, malessere generale, orticaria, mialgia, artralgia, dolore addominale, e rash cutaneo.
Nei soggetti in trattamento possono verificarsi disturbi gastrointestinali (stomatite, dispepsia, nausea, vomito, diarrea, sanguinamento gastrointestinale) e del sistema nervoso (letargia, confusione mentale, mioclonie, spasmi muscolari, convulsioni). Raramente durante terapia con dicloxacillina è stata segnalatala la comparsa di colite pseudomembranosa.

Più raramente possono verificarsi disturbi ematologici (anemia emolitica, leucopenia, neutropenia, granulocitopenia, agranulocitosi, trombocitopenia, eosinofilia), nefropatia tubulointerstiziale (ematuria, proteinuria, rash cutaneo, febbre, eosinofilia), insufficienza renale, alterazioni elettrolitiche, incremento delle transaminasi (AST ed ALT), ittero ed epatite colestatica.

## Controindicazioni
Il farmaco è controindicato nei soggetti con ipersensibilità individuale nota al principio attivo, alle penicilline, oppure ad uno qualsiasi degli eccipienti utilizzati nella formulazione farmaceutica.

## Gravidanza e allattamento
Non esistono studi adeguati e ben controllati sull'utilizzo di dicloxacillina in donne in stato di gravidanza, pertanto non è possibile escludere con certezza eventuali effetti nocivi sul feto. Gli studi eseguiti sugli animali non mettono in evidenza effetti embriotossici, ma tali studi non sono sempre predittivi della risposta umana, pertanto il farmaco può essere utilizzato in gravidanza solo dopo un'attenta valutazione dei benefici attesi per la donna in rapporto ai rischi potenziali per il feto e neonato.
La Food and Drug Administration (FDA) ha inserito dicloxacillina in classe B per l'uso in gravidanza. 
In questa classe sono inseriti i farmaci i cui studi riproduttivi sugli animali non hanno mostrato un rischio per il feto e per i quali non esistono studi controllati sull'uomo e i farmaci i cui studi sugli animali hanno mostrato un effetto dannoso che non è stato confermato con studi controllati in donne nel I trimestre (e non c'è evidenza di danno nelle fasi avanzate della gravidanza).